# Gérard Walter
Gérard Walter (17 dicembre 1896 – Parigi, 29 maggio 1974) è stato uno storico francese.

## Biografia
Specialista della Rivoluzione francese, vi ha dedicato numerose opere, tra cui Les massacres de Septembre, Histoire de la Terreur, 1793-1794, Histoire des Jacobins e La Conjuration du neuf Thermidor. Fu anche autore di libri sul comunismo (Histoire du communisme e Histoire du Parti communiste français) e sull'antichità (Brutus et la fin de la république, La Ruine de Byzance).
Pubblicò altresì numerose biografie, come quelle su Robespierre, Marat, Hébert, Babeuf, Maria Antonietta, Luigi XVIII, Marco Giunio Bruto, Giulio Cesare, Nerone e Lenin.
Assieme ad André Martin (1884-1963), ha dato alla luce il Catalogue de l'histoire de la Révolution française, completato dal Répertoire de l'histoire de la Révolution française.
Si devono a Walter, inoltre, le edizioni critiche di testi storici, quali la monumentale storia della Rivoluzione francese di Jules Michelet, gli atti del Tribunale rivoluzionario (Actes du Tribunal révolutionnaire), le Vite parallele di Plutarco e le opere di André Chénier, di cui scrisse anche una biografia.

## Opere
- Histoire du communisme. I. Les Origines judaïques, chrétiennes, grecques, latines, Paris, Payot, 1931, (nuova edizione aggiornata, Payot, 15 dicembre 1974).
- Les Massacres de septembre: étude critique, Paris, Payot, 1932.
- Marat, Paris, Albin Michel, 1933 (nuova edizione accresciuta, 1960, riedito a Ginevra, per i tipi di Famot, nel 1974).
- Catalogue de l'histoire de la Révolution française: écrits de la période révolutionnaire (in collaborazione con André Martin), Éditions des Bibliothèques nationales, 1936-1955, 6 volumi.
- Robespierre, [1946], Paris, Gallimard, 2 tomes: 1. La Vie - 2. L'Œuvre (versione definitiva en due volumi, 1961, Collection Leurs Figures); riedito e riassunto in volume singolo, 1989, Gallimard, con il titolo Maximilien de Robespierre.
- Babeuf, 1760-1797, et la conjuration des Égaux, Paris, Payot, 1937.
- Histoire de la Terreur, 1793-1794, Paris, Albin Michel, 1937.
- Brutus et la fin de la République, Paris, Payot, 1938.
- Répertoire de l'histoire de la Révolution française: travaux publiés de 1800 à 1940, Bibliothèque Nationale, 1941 et 1945, tome 1: Personnes, tome 2: Lieux.
- Hébert et le père Duchesne, Paris, J.-B. Janin, 1946.
- Histoire des Jacobins, Paris, A. Somogy, 1946.
- La Destruction de Carthage (264-146 av. J.-C.), Paris, Albin Michel, 1947.
- César, Paris, Albin Michel, 1947.
- André Chénier, son milieu et son temps, Paris, Robert Laffont, 1947.
- La Révolution française vue par ses journaux, Bourges, Tardy, 1948.
- Histoire du Parti communiste français, Paris, A. Somogy, 1948.
- Marie-Antoinette, Paris, Éditions du Bateau ivre, 1948.
- Le Comte de Provence, frère du roi, «régent» de France, roi des émigrés, Paris, Albin Michel, 1950.
- Lénine, Paris, Julliard, 1950.
- La Guerre de Vendée, Paris, Plon, 1953.
- Néron, Paris, Hachette, 1955.
- La Vie à Paris sous l'Occupation, 1940-1944, Armand Colin, 1960.
- La Révolution anglaise, 1641-1660, vue d'ensemble, testi di Carlo I, re d'Inghilterra, Oliver Cromwell, John Lilburne, Gerrard Winstanley, processi, resoconti parlamentari, documenti ufficiali e pamphlet, Paris, Albin Michel, 1963, (numerose riedizioni).
- Histoire des paysans de France, Paris, Flammarion, 1963.
- La Révolution russe, testi di Lenin, Trotski, Staline, Soukhanov, etc., et les Actes de la Révolution, Paris, Albin Michel, 1972.
- La Conjuration du neuf Thermidor, 27 juillet 1794, Paris, Gallimard, coll. Trente journées qui ont fait la France, 1° octobre 1974.

### Edizioni italiane
- Nerone, Milano, Dall'Oglio, 1965
- La rivoluzione francese, Novara, De Agostini, 1970
- La rivoluzione inglese, Novara, De Agostini, 1972; Sesto San Giovanni, Iduna, 2020
- Lenin, Milano, Dall'Oglio, 1978

## Edizioni
- Jules Michelet, Histoire de la Révolution française, Paris, Gallimard, Bibliothèque de la Pléiade, 1939, 2 volumi
- André Chénier, Œuvres complètes, Paris, Gallimard, Bibliothèque de la Pléiade, 1950.
- Plutarque, Les Vies des hommes illustres, Paris, Gallimard, Bibliothèque de la Pléiade, 1951.
- Historiens romains. Historiens de la République, tome 1: Tite-Live, Salluste, et tome 2: Jules César, Paris, Gallimard, Bibliothèque de la Pléiade, 1968.
- Actes du Tribunal révolutionnaire, recueillis et commentés par Gérard Walter, Paris, Mercure de France, 1968